# Porfírio da Silva
Porfírio da Silva (Montalegre, Portugal, 18 de Agosto de 1875 - França, 14 de Março de 1918) foi um militar português que morreu na Primeira Guerra Mundial, ficando sepultado no cemitério de Richebourg.
Assentou praça em Chaves, em 29 de Dezembro de 1895, tendo sido promovido a 2.° Sargento, em 16 de Junho de 1898.
Em 7 de Abril de 1913 foi promovido a Sargento Ajudante, condecorado com a Cruz de Guerra na sequência dos serviços prestados na derrota a Paiva Couceiro quando do ataque a Chaves em 8 de Julho de 1912.
Em 16 de Novembro de 1917 foi promovido a Alferes e, no mesmo ano, em 30 de Agosto, foi promovido a Tenente, sendo mobilizado para a guerra da Flandres, integrado no Regimento de Infantaria 34.
Foi dado o seu nome a uma rua de Chaves, em sessão de 27 de Abril de 1929, sendo inaugurada essa artéria, em 28 de Maio desse mesmo ano, pela Agência da Liga dos Combatentes da Grande Guerra.